# Derthona Foot Ball Club 1981-1982
Questa pagina raccoglie le informazioni riguardanti il Derthona Foot Ball Club nelle competizioni ufficiali della stagione 1981-1982.

## Stagione
Nella stagione 1981-1982 il Derthona ha disputato il girone A del campionato di Serie C2, ottenendo la quattordicesima posizione di classifica con 30 punti, mentre sono retrocesse Virescit Boccaleone, Seregno e Casatese. Il torneo è stato vinto con 50 punti dalla Carrarese che ha ottenuto la promozione in Serie C1, la seconda promossa è stata la Pro Patria giunta seconda con 45 punti.

## Rosa
| N. |                   | Ruolo | Calciatore         |
| -- | ----------------- | ----- | ------------------ |
|    | Italia (bandiera) | A     | Davide Bettaglio   |
|    | Italia (bandiera) | D     | Valeriano Bisi     |
|    | Italia (bandiera) | A     | Graziano Brambilla |
|    | Italia (bandiera) | C     | Franco Conforto    |
|    | Italia (bandiera) | D     | Maurizio Gabbana   |
|    | Italia (bandiera) | D     | Claudio Gabetta    |
|    | Italia (bandiera) | C     | Claudio Legnani    |
|    | Italia (bandiera) | D     | Tiziano Lunghi     |
|    | Italia (bandiera) | D     | Francesco Mura     |
|    | Italia (bandiera) | C     | Luigi Paolini      |

| N. |                   | Ruolo | Calciatore              |
| -- | ----------------- | ----- | ----------------------- |
|    | Italia (bandiera) | C     | Maurizio Pertusi        |
|    | Italia (bandiera) | P     | Gianbattista Piacentini |
|    | Italia (bandiera) | A     | Alessandro Quagliaroli  |
|    | Italia (bandiera) | C     | Sergio Riccardino       |
|    | Italia (bandiera) | C     | Salvatore Saporito      |
|    | Italia (bandiera) | C     | Filippo Satriano        |
|    | Italia (bandiera) | D     | Renzo Semino            |
|    | Italia (bandiera) | A     | Fulvio Simonini         |
|    | Italia (bandiera) | P     | Stefano Tana            |